# Leucate

Leucate este o comună în departamentul Aude din sudul Franței. În 1 ianuarie 2022 avea o populație de 4.531 de locuitori.

## StatiuneaNaturismLeucate

Le village naturiste
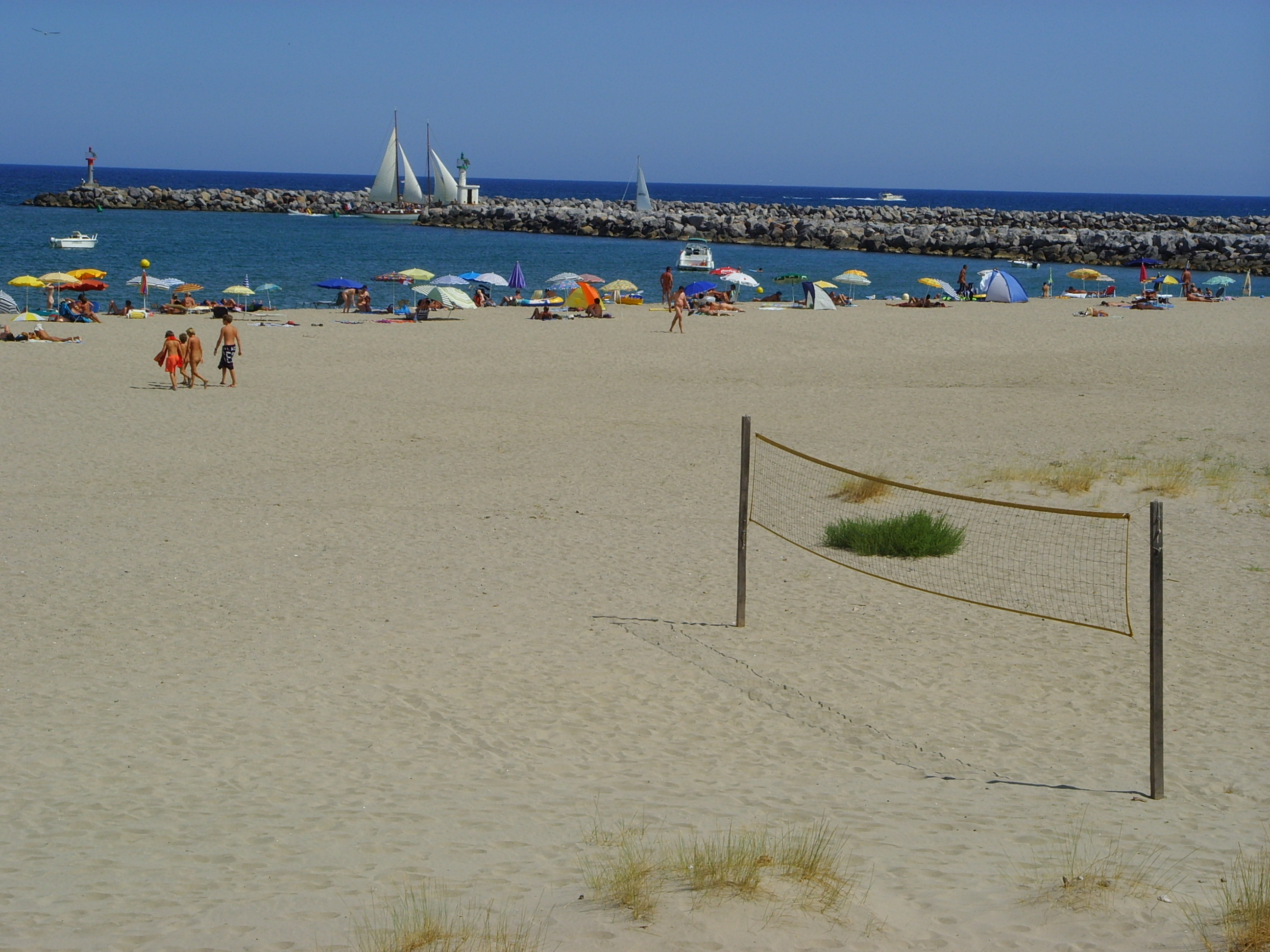
Plaja Naturism Port Leucate
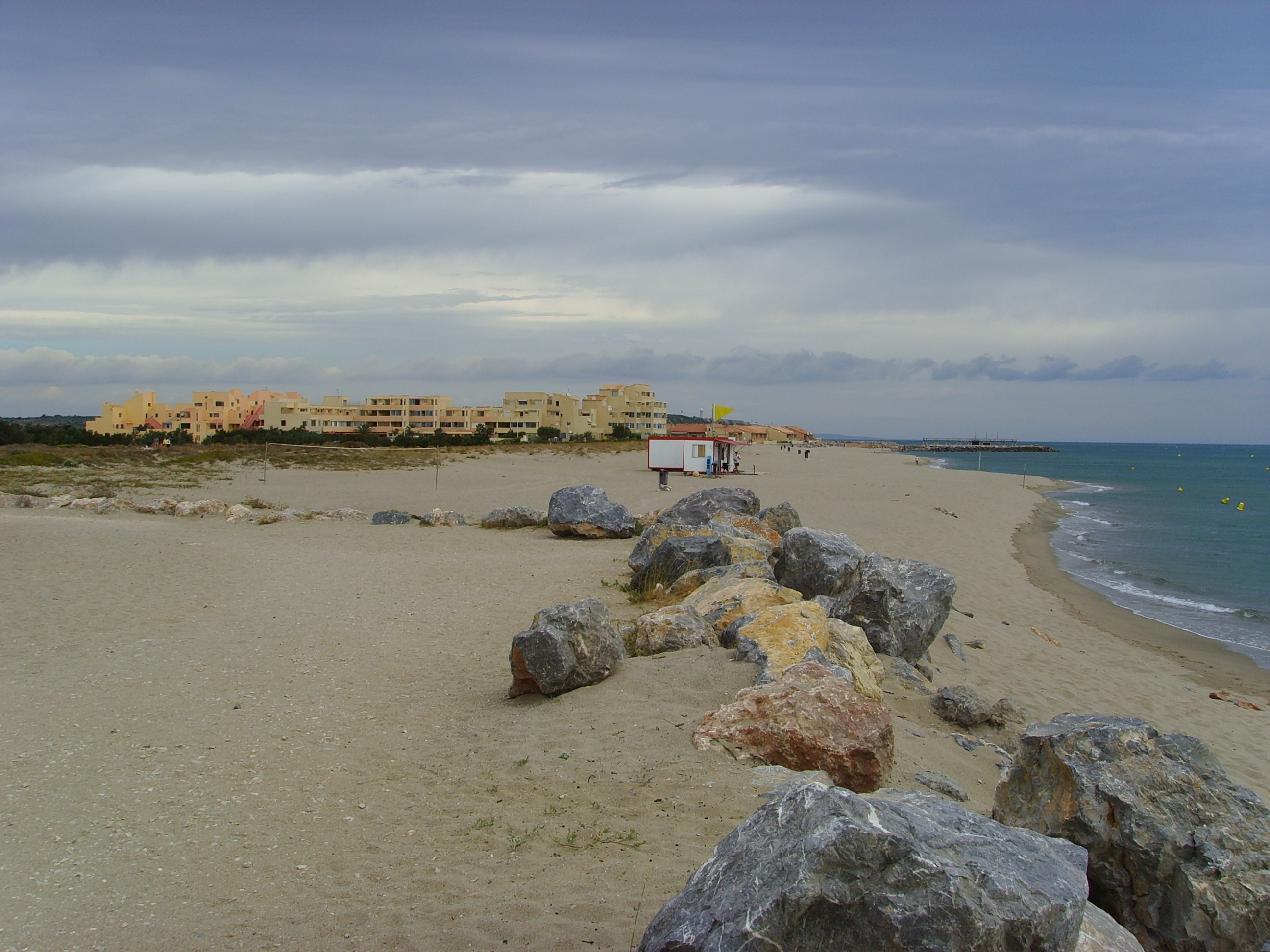
Plaja Naturism résidence Ulysse
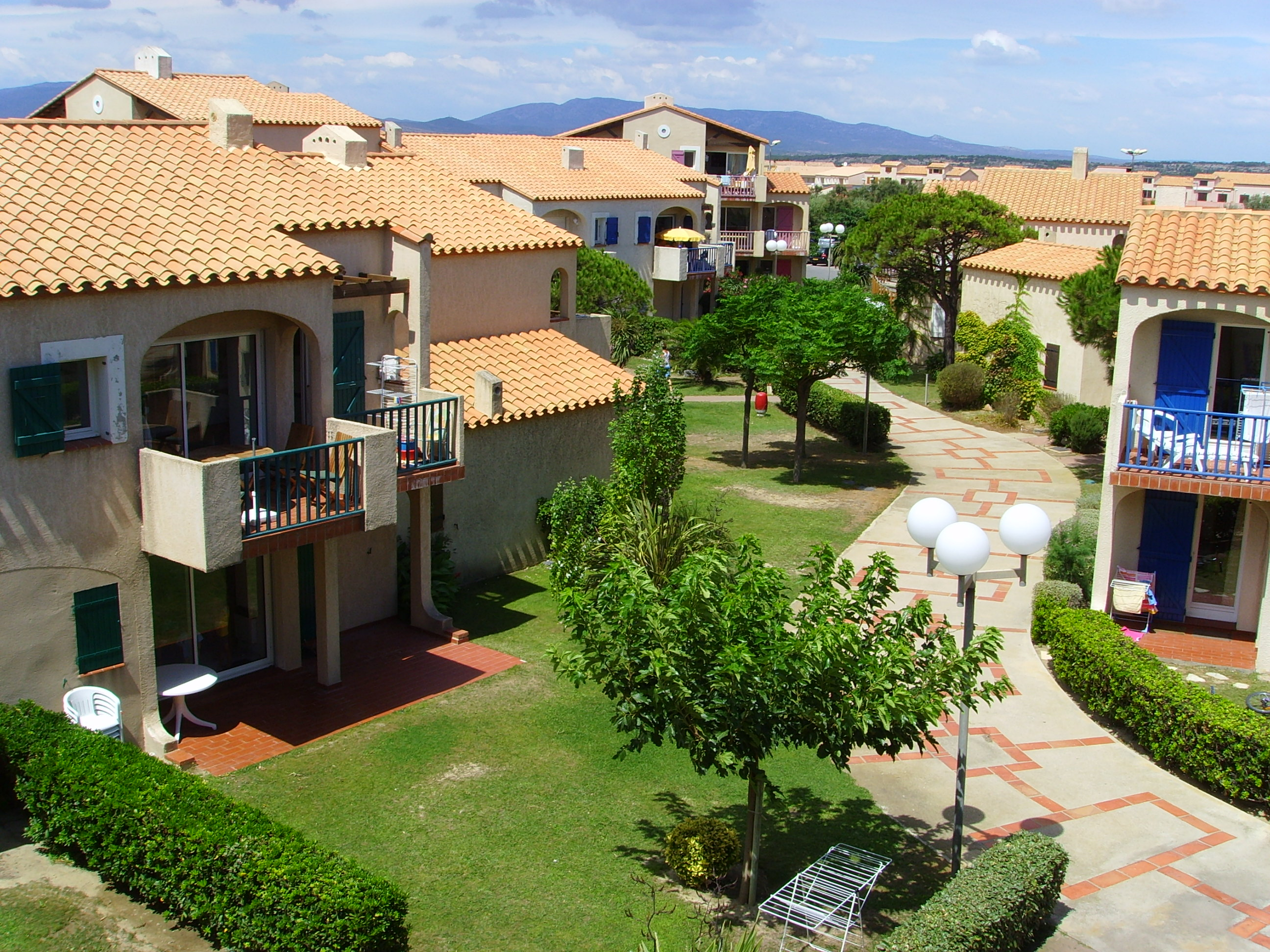
Résidence Naturism Club Oasis
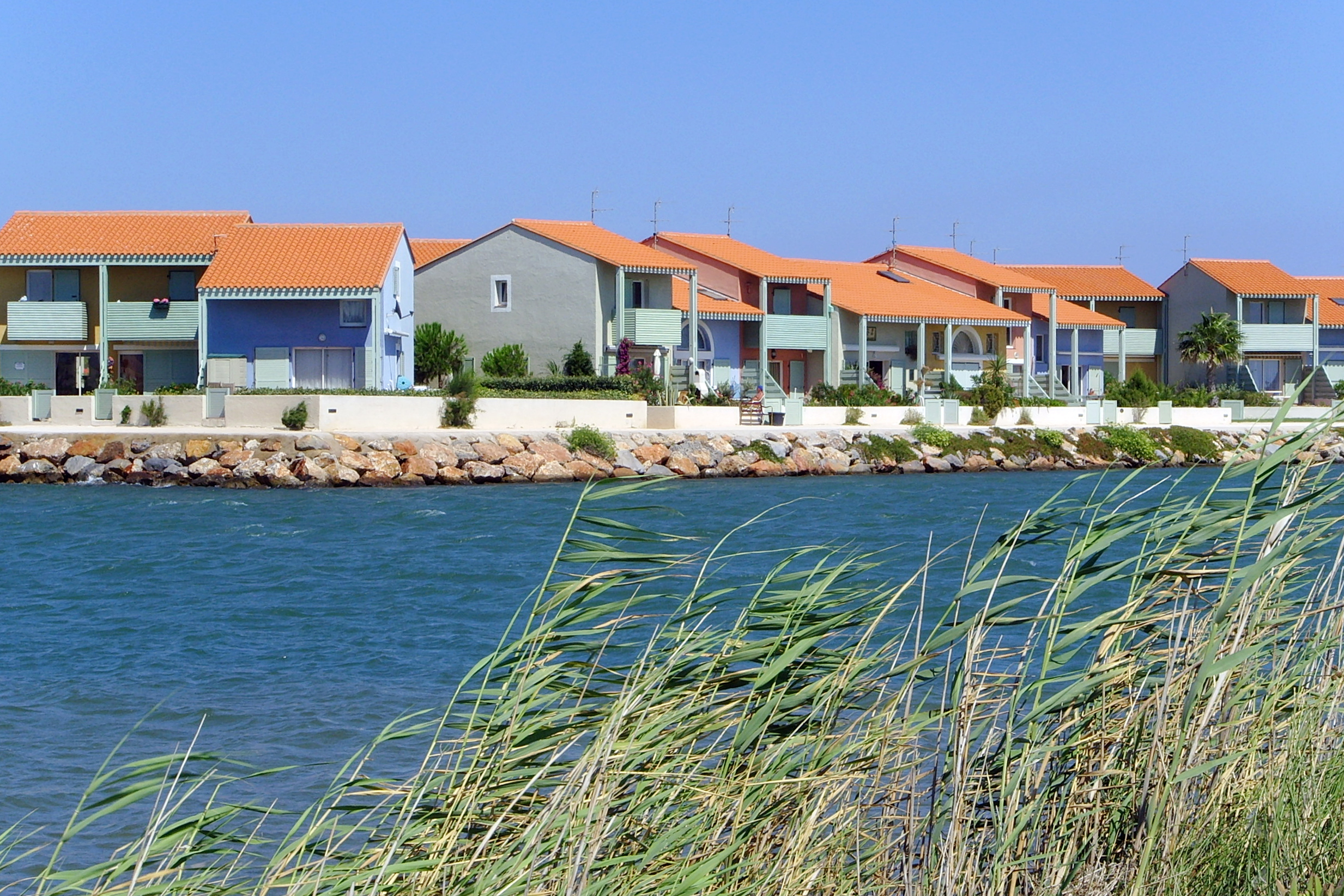
Résidence Naturism Oasis Nature